# Mohammed Monwar Hossain
Mohammed Monwar Hossain (ur. 30 sierpnia 1979 w Dhace) – banglijski piłkarz grający na pozycji pomocnika w Sheikh Russel KC. Reprezentant Bangladeszu w latach 2000–2006.